# 三條尹子
三條尹子（?—?），日本室町時代女性人物。室町幕府第6代征夷大将軍足利義教正室（御台所）。出自藤原北家闲院流嫡流名門三條氏，父权大納言三条公雅之女，三条实雅之妹。三條氏得到義教的厚遇，没收的公家所領，多数给予三条家。
永享三年（1431年），嫁给義教，永享六年（1434年）三月进从二位，永享九年（1437年）十月进从一位。義教長男足利義勝为側室日野重子所生，尹子作为養母，后为将軍。嘉吉元年（1441年）六月，嘉吉之乱，義教被赤松满祐殺害，三條尹子出家。同年十月，建立瑞春院居住。尹子作为大御所毎月得100貫文。	